# Monumento a Bettino Ricasoli
Il monumento a Bettino Ricasoli è una scultura celebrativa di Firenze, situata in piazza dell'Indipendenza (quadrato nord) opposta al monumento a Ubaldino Peruzzi (quadrato sud). In bronzo, venne fusa nel 1897 dallo scultore Augusto Rivalta e posta su un alto piedistallo in granito.

## Storia
Nel 1859 il Governo Provvisorio della Toscana, al fine di arricchire l'ampio spazio della piazza e celebrare i grandi del tempo, bandì un concorso per realizzare due monumenti celebrativi, uno dedicato al re Vittorio Emanuele II, l'altro a Napoleone III. Per quanto riguarda il bando relativo al monumento equestre del re Vittorio Emanuele questo fu vinto dallo scultore livornese Salvino Salvini, che iniziò a formare il monumentale modello in gesso nel 1864. La fusione, che sarebbe risultata per le dimensioni dell'opera una delle più impegnative mai tentate in Europa, non venne tuttavia mai realizzata, per il rifiuto da parte del Comune - impegnato nelle molte opere resesi necessarie per il ruolo assunto da Firenze come nuova Capitale d'Italia (1865-1871) - di accollarsi gli alti costi della traduzione in bronzo del modello. 
Il progetto fu così accantonato, anche per il tracollo economico del Comune seguito al trasferimento della Capitale a Roma. 
Verso la fine del secolo (1892) si tornarono tuttavia a istituire due comitati promotori ai quali fu affidato il compito di portare a termine l'impresa e amministrare i fondi messi a disposizione del Comune, questa volta per celebrare due personalità locali più strettamente legate a quella titolazione in onore dell'indipendenza nazionale che la piazza aveva assunto attorno al 1870. 
Così, entro il 1898, il giardino fu arricchito da due monumenti con statue in bronzo e alto basamento in granito, poste al centro di quelle che ora sono le due zone del giardino, una raffigurante Ubaldino Peruzzi, primo sindaco di Firenze e più volte ministro del Regno (1896, Raffaello Romanelli), l'altra Bettino Ricasoli, per due volte presidente del Consiglio e, assieme al precedente, tra i più autorevoli esponenti tra i moderati toscani (1897-1898, Augusto Rivalta). Ambedue i monumenti furono inaugurati nel corso di una solenne cerimonia il 27 aprile 1898 (data scelta per l'alto valore simbolico ricordando la partenza dell'ultimo granduca lorenese da Firenze), alla presenza dei sovrani e di numerose delegazioni nazionali e di paesi esteri (il complesso programma della giornata previde tra l'altro parate militari in varie vie del centro e, in piazza dell'Indipendenza, l'esecuzione di un coro in omaggio al re eseguito da più di duemila alunni delle scuole comunali).
Per quanto riguarda le vicende conservative si annotano interventi nel 1930 e quindi nel 1951. La cancellata è stata oggetto di lavori nel 1924 e nel 1949. Un annunciato intervento di restauro in occasione delle celebrazioni per i 150 anni dell'Unità d'Italia (2011) non ha poi avuto seguito fino al 2020.

## Descrizione
L'opera raffigura appunto Bettino Ricasoli in atto di presentare al re Vittorio Emanuele II il plebiscito della Toscana per l'ammissione al Regno. Sulla base della statua è un'iscrizione che ricorda come la fusione fosse stata eseguita dai fratelli Pietro e Leopoldo Galli nel 1897. 
Nel basamento sono due rilievi ugualmente in bronzo raffiguranti: Bettino Ricasoli che presenta a Vittorio Emanuele II i risultati del plebiscito (in pratica una scena che meglio esplicita il significato della statua); Vittorio Emanuele in visita al castello di Brolio, possedimento dei Ricasoli, nel 1863.